# Lemont (Illinois)
Lemont é uma aldeia localizada no estado americano de Illinois, no Condado de Cook e Condado de DuPage e Condado de Will.

## Demografia
Segundo o censo americano de 2000, a sua população era de 13.098 habitantes.
Em 2006, foi estimada uma população de 15.475, um aumento de 2377 (18.1%).

## Geografia
De acordo com o United States Census Bureau tem uma área de 17,6 km², dos quais 16,7 km² cobertos por terra e 0,9 km² cobertos por água.

## Localidades na vizinhança
O diagrama seguinte representa as localidades num raio de 12 km ao redor de Lemont.